# Pampoconis angustipennis
Pampoconis angustipennis is een insect uit de familie van de dwerggaasvliegen (Coniopterygidae), die tot de orde netvleugeligen (Neuroptera) behoort. 
De wetenschappelijke naam Pampoconis angustipennis is voor het eerst geldig gepubliceerd door Meinander in 1990.